# بئاتریکس بک
بئاتریکس بک (به فرانسوی: Béatrix Beck) نویسنده بلژیکی-فرانسوی در سدهٔ بیستم بود. او در ۳۰ ژوئیه ۱۹۱۴ در شهر ویلارسوراولون، سوئیس به دنیا آمد و در ۳۰ دسامبر ۲۰۰۸ در سَن کلر فرانسه درگذشت.
بئاتریکس بک در سال ۱۹۵۲ با انتشار رمان لئون مورَن، کشیش (Léon Morin, prêtre) برندهٔ جایزه گنکور شد. این رمان با همین عنوان لئون مورن، کشیش در سال ۱۹۶۱ به کارگردانی ژان-پیر ملویل و به بازیگری ژان-پل بلموندو، امانوئل ریوا و ایرن تانک به روی پردهٔ سینما رفت

## کتابشناسی
- لئون مورن کشیش (۱۹۵۲)